# Ivan Andreevič Rejnsdorp
Ivan Andreevič Rejnsdorp, nato Johann Heinrich Reinsdorp (in russo Иван Андреевич Рейнсдорп?; Danimarca, 1730 – Orenburg, 1782), comandante della fortezza di Koenigsberg dal maggio del 1761 all'agosto 1762, fu governatore della fortezza e della provincia di Orenburg dal 1768 al 1781. È noto soprattutto per aver diretto la difesa di Orenburg assediata a lungo dai ribelli durante la rivolta di Pugačëv.

## Biografia
Appartenente a una nobile famiglia danese di fede luterana, il giovane Johann entrò al servizio dell'esercito russo dal 1º novembre 1746. Nel 1747 ricevette il grado di tenente, nel 1749 quello di capitano e nel 1755 venne promosso a quello di maggiore. Con l'esercito russo prese parte alla guerra dei sette anni, iniziata nel 1756, prendendo parte personalmente alle battaglie di Gross-Jägersdorf, Zörndorf e Kunersdorf. Durante la guerra venne ferito diverse volte, anche gravemente. Nel 1758 ricevette il grado di tenente colonnello, il 14 aprile 1759 quello di colonnello e il 3 marzo 1763 venne promosso maggiore generale.
Dal 21 settembre 1768 gli venne affidato il governatorato della città, della fortezza e della regione di Orenburg, nella Russia occidentale. Il 22 settembre 1768, ottenne la medaglia dell'Ordine di Sant'Anna e nel 1771 venne promosso al rango di tenente generale. Nella carica di govenratore, ebbe un ruolo molto importante dapprima nella repressione dapprima della rivolta dei cosacchi del Jaik del 1772 e poi nella difesa di Orenburg, assediata dall'esercito dei ribelli del capo cosacco Emel'jan Ivanovič Pugačëv nel 1773-1774. Nonostante la sua condotta non molto efficace nella fase iniziale della ribellione e i suoi errori di direzione nel corso del lungo assedio da parte delle forze di Pugačëv, il 1 maggio 1774 Rejnsdorp ricevette ugualmente l'Ordine di Sant'Alessandro Nevsky come premio per la tenacia nell'aver resistito all'assedio, cercando di privilegiare il bene dei propri uomini e dei cittadini locali. 
Dopo la soppressione dell'insurrezione di Pugačëv, rimase nella carica di governatore di Orenburg fino al 16 febbraio 1781. Morì a Orenburg un anno dopo le sue dimissioni..
La sua figura venne ripresa ne La figlia del capitano dello scrittore russo Aleksandr Sergeevič Puškin, nonché nella poesia Pugachev di Sergej Aleksandrovič Esenin.